# Lijst van spelers van Colo-Colo
Deze lijst omvat voetballers die bij de Chileense voetbalclub Colo-Colo spelen of gespeeld hebben. De spelers zijn alfabetisch gerangschikt.

## A
- Cristian Abarca
- Miguel Aceval
- Gerson Acevedo
- Sergio Ahumada
- Agustín Alayes
- José Luis Álvarez
- Luis Hernán Álvarez
- Luis Araneda
- Charles Aránguiz
- Phillip Araos
- Orlando Aravena
- Manuel Araya
- Claudio Arbiza
- Bastián Arce
- David Arellano
- Guillermo Arellano
- Cachorro Arenas
- Francisco Arrué
- Fernando Astengo
- Moisés Ávila
- Celso Ayala

## B
- Luis Barbat
- Lucas Barrios
- Ivo Basay
- Bernardo Bello
- Claudio Bieler
- Gustavo Biscayzacú
- Cristian Bogado
- Claudio Borghi
- Claudio Bravo

## C
- José Cabión
- Nelson Cabrera
- Mario Cáceres
- Javier Cámpora
- Miguel Caneo
- Cristián Canío
- Rafael Caroca
- César Carranza
- Alejandro Carrasco
- Isaac Carrasco
- Jorge Carrasco
- Ángel Carreño
- Guillermo Carreño
- Juan Carreño
- Jhon Castillo
- Juan Guillermo Castillo
- Juan Castillo
- Mario Castro
- Carlos Caszely
- Sebastián Cejas
- Roberto Cereceda
- Ernesto Chaparro
- Carlos Cisternas
- Gino Clara
- Armando Contreras
- Jorge Contreras
- Pablo Contreras
- Wilson Contreras
- Nicolás Córdova
- Gerardo Cortes
- Roberto Cortés
- John Crawley
- Atilio Cremaschi
- Julio Crisosto
- Humberto Cruz

## D
- Raúl Decaria
- Obdulio Diano
- Daniel Díaz
- Alfonso Domínguez
- Mauricio Donoso

## E
- Emerson Pereira
- Misael Escuti
- Marcelo Espina
- Rubén Espinoza
- Fabián Estay
- Marco Etcheverry

## F
- Arturo Farias
- Francisco Fernández
- Matías Fernández
- Silvio Fernandez
- Gonzalo Fierro
- Elías Figueroa
- Luis Figueroa
- Cristián Flores
- Felipe Flores
- Felipe Flores
- Segundo Flores
- Ismael Fuentes
- Guillermo Fuenzalida
- José Fuenzalida

## G
- Pablo Gaglianone
- Mario Galindo
- Cristián Gálvez
- Fernando Gamboa
- Miguel Ángel Gamboa
- Rolando García
- Lizardo Garrido
- Daud Gazale
- Mario Giménez
- Cristián Gómez
- Andrés González
- Aníbal González
- Boris González
- Daniel González
- Hugo González
- José Ignacio González
- Juan Carlos González
- Rafael González
- Ricardo González
- Sebastián González
- Claudio Graf
- Fabián Guevara

## H
- David Henríquez
- Giovanni Hernández
- Eduardo Herrera
- Leonel Herrera
- Alejandro Hisis
- Enrique Hormazábal
- Francisco Hormazábal
- Luis Hormazábal
- René Houseman
- Francisco Huaiquipán
- Eduardo Hurtado

## I
- Juan Ibacache
- Eddio Inostroza

## J
- Gonzalo Jara
- Arturo Jáuregui
- José Luis Jerez
- Patricio Jerez
- Cristóbal Jorquera

## L
- Alfonso Lara
- Miguel Latín
- Braulio Leal
- Richard Leyton
- Jorge Linford
- Eduardo Lobos
- Hernán López
- Pedro López
- Juan Lorca
- Víctor Loyola
- Juan Lucero

## M
- Manuel Machuca
- Rodolfo Madrid
- Paulo Magalhaes
- Cristian Magaña
- Cláudio Maldonado
- Hernan Maldonado
- Héctor Mancilla
- Javier Margas
- Rubén Martínez
- Marco Medel
- Oscar Medina
- Rodrigo Meléndez
- Luis Mena
- Gabriel Mendoza
- Fernando Meneses
- Sergio Messen
- Marco Millape
- Rodrigo Millar
- Ezequiel Miralles
- Luis Miranda
- Marcelo Miranda
- Oscar Montalva
- Cristián Montecinos
- Juan Montero
- Sebastián Montesinos
- Víctor Morales
- Humberto Moreno
- Mario Moreno
- Rodolfo Moya
- Carlos Muñoz
- Cristian Muñoz
- Felipe Muñoz
- Gilberto Muñoz
- Joan Muñoz
- Manuel Muñoz
- Raúl Muñoz

## N
- Adolfo Nef
- Manuel Neira
- Felipe Núñez
- Rogelio Núñez

## O
- Diego Olate
- José Olguín
- Raúl Olivares
- Mirko Opazo
- Yerson Opazo
- Juan Carlos Orellana
- Álvaro Ormeño
- Raúl Ormeño
- Mario Ortiz
- Mario Osbén
- Fernando Osorio

## P
- Loco Páez
- Raúl Palacios
- Esteban Paredes
- José Pastene
- Paulão
- Esteban Pavez
- Luis Pavez
- Caupolicán Peña
- Jorge Peñaloza
- Cristopher Penroz
- Luis Pérez
- Oscar Pianetti
- César Támayo Pinares
- Héctor Pinto
- Yashir Pinto
- Jaime Pizarro
- Ramón Ponce
- Francisco Prieto

## Q
- Ricardo Queraltó
- Ignacio Quinteros
- Matias Quiroga

## R
- Bryan Rabello
- Jaime Ramírez
- Jaime Ramírez
- Marcelo Ramírez
- Miguel Ramírez
- José Manuel Rey
- Carlos Reyes
- César Reyes
- Joel Reyes
- Pedro Reyes
- Miguel Riffo
- Rodrigo Riquelme
- Carlos Rivas
- Eduard Robledo
- Jorge Robledo
- Hernán Rodríguez
- Mario Rodríguez
- Eladio Rojas
- Francisco Rojas
- Juan Rojas
- Óscar Rojas
- Ricardo Rojas
- Roberto Rojas
- Miguel Romero
- Bruno Romo
- Sebastián Rozental
- Diego Rubio
- Eduardo Rubio
- Hugo Rubio
- Benjamín Ruiz

## S
- Guillermo Saavedra
- Osvaldo Sáez
- Boris Sagredo
- Mario Salas
- Carlos Salazar
- Domingo Salcedo
- Santiago Salfate
- Mario Salgado
- Sergio Salgado
- Ariel Salinas
- Agustín Salvatierra
- Daniel Sanabria
- Alexis Sánchez
- Leonel Sánchez
- Raúl Sánchez
- Arturo Sanhueza
- Efraín Santander
- Rodrigo Santander
- Godfrey Sapula
- Álvaro Sarabia
- Carlos Schneeberger
- Eduardo Schneeberger
- Andrés Scotti
- Jorge Serna
- José Sierra
- Hugo Solís
- Enrique Sorrel
- Joel Soto
- Juan Soto
- Gabriel Suazo
- Humberto Suazo
- Guillermo Subiabre

## T
- Héctor Tapia
- Jorge Toro
- Sebastián Toro
- Arturo Torres
- Macnelly Torres
- Lukas Tudor

## U
- Cristián Uribe
- Francisco Urroz

## V
- Francisco Valdés
- Jorge Valdivia
- Alberto Valentini
- Luís Valenzuela
- Antonio Valjalo
- Dion Valle
- Rubén Vallejos
- José Varacka
- Alex Varas
- Alejandro Vásquez
- Gonzalo Vásquez
- Jorge Vasquez
- Marcelo Vega
- Gilberto Velázquez
- Leonardo Véliz
- Nery Veloso
- Enzo Vera
- Erasmo Vera
- Jaime Vera
- Fernando Vergara
- Marcelo Verón
- Arturo Vidal
- Eduardo Vilches
- Rodrigo Viligrón
- Manuel Villalobos
- Moisés Villarroel
- Marco Villaseca
- Alex von Schwedler

## W
- Conrado Welsh
- Lucas Wilchez
- Óscar Wirth
- Rainer Wirth
- Freddy Wood

## Y
- Patricio Yáñez

## Z
- Richard Zambrano
- Iván Zamorano
- Víctor Zelada